# Niven Busch
Niven Busch (Nova Iorque, 26 de Abril de 1903 – San Francisco, 25 de Agosto de  1991) foi um romancista e guionista norte-americano, ficando famoso com o aclamado filme The Postman Always Rings Twice. Os seus romances incluem Duel in the Sun (1944) e California Street. Foi casado com a actriz Teresa Wright durante dez anos que começaram em 1942.

## Início de carreira
Nascido na cidade de Nova Iorque, Busch começou a sua carreira de escrita no início dos anos 20, quando começou a trabalhar para a revista Time  (co-fundada pelo seu primo, Briton Hadden). Antes de partir para Hollywood uma década depois, Busch conseguiu tornar-se editor do semanário, enquanto trabalhava simultaneamente para o The New Yorker, onde contribuiu para os perfis de Americanos famosos.  (Estes artigos foram colectados no seu primeiro livro, não ficção Twenty-One Americans.)
Em 1932, após constatar que tinha atingido o auge da sua carreira de editor/escritor de uma revista de Nova Iorque, Busch reatou a ligação com o agente Myron Selznick (que conhecia através do seu pai), um executivo que tinha trabalhado para o pai de Myron, Lewis nos anos 1910 e início de 1920. 
Rapidamente Myron Selznick garantiu a Busch trabalho na Warner Bros. Pictures, e Busch mudou-se para Los Angeles para escrever o seu primeiro filme, The Crowd Roars de Howard Hawks. Foi um dos quatro guionistas na produção, o nome de Busch foi mal escrito nos créditos. 

## Carreira filmográfica
Durante o resto dos anos 30, Busch trabalhou para a maioria dos estúdios de Hollywood, fazendo guiões principalmente para filmes B como The Big Shakedown. Em 1938 foi nomeado para um Prémio da Academia com In Old Chicago, que foi baseado na sua história We the O'Learys, mas não venceu. Em 1940 co-escreveu The Westerner para o realizador William Wyler e o productor Samuel Goldwyn. Logo após foi trabalhar como editor de histórias da Goldwyn, recomendando Pride of the Yankees, em que Gary Cooper e a futura esposa de Busch Teresa Wright participavam.
Assentando nas montanhas de Encino com a sua família em crescimento, Busch começou a escrever romances. The Carrington Incident, publicado em 1941, foi seguido pelo best-seller Duel in the Sun, que o outro filho de Lewis Selznick, David, comprou e tornou no blockbuster de 1946 com o mesmo título. Alternava entre escrever guiões de filmes e romances, tendo a maioria dos quais tornado em best-sellers. They Dream of Home, uma fábula sobre o regresso de veteranos, foi seguido por The Furies (1950), que se tornou um filme com Barbara Stanwyck.
Outro filme da época  — para o qual Busch escreveu o guião original  — foi Pursued, com Robert Mitchum e Teresa Wright, um dos primeiros Westerns psicológicos com sobretons "noir" overtones. Cerca da mesma altura, Busch também adaptou o thriller noir The Postman Always Rings Twice (1946), para a Metro-Goldwyn-Mayer.

## Finais da carreira
No início dos anos 50, Busch e Wright divorciaram-se, e Busch trocou Hollywood pelo norte da California, onde se dedicou à pecuária e à escrita a tempo inteiro de romances. Lá conheceria a sua segunda mulher esposa, Carmencita Baker, e a terceira esposa, Suzanne de Sanz.
Antes do último romance de Busch The Titan Game, este tinha-se tornado o líder literário de San Francisco e Professor residente na Universidade da Califórnia. California Street é sobre o negócio da publicação de jornais de San Francisco, tendo o título sido tirado da rua da Califórnia na cidade.
Busch aparece no filme The Unbearable Lightness of Being,  tendo o papel do "Homem Velho" na cena onde Sabina (Lena Olin) recebe a carta informando-a das mortes de Tómas e Tereza. Busch tinha 84 anos na altura da filmagem.
Busch morreu de falência cardíaca congestiva em 1991 com a idade de oitenta e quatro anos.

## Romances
- The Carrington Incident (1941)
- Duelo no Sol - no original Duel in the Sun (1944)
- They Dream of Home (1944)
- Day of the Conquerors (1946)
- The Furies (1948)
- The Capture (1950)
- The Hate Merchant (1953)
- The Actor (1955)
- California Street: A Novel (1959)
- The San Fanciscans (1962)
- The Gentleman From California (1965) (fictionalized Richard Nixon)
- The Takeover (1973)
- No Place for a Hero (1980) (trabalho histórico sobre John C. Fremont na Califórnia)
- Continent's Edge (1980)
- The Titan Game (1989) (último romance)

## Histórias
- "College Coach (1933)
- "Cut Rate" (1934)
- "We the O'Learys" (1936)
- "Belle Star" (1941)
- "Distant Drums" (1951)
- "The Man from the Alamo" (1953)

## Filmografia
Como guionista excepto quando anotado.
- The Crowd Roars (1932)
- Scarlet Dawn (1932)
- Miss Pinkerton (1932)
- College Coach (1933) (também como história "College Coach")
- Babbitt (1934)
- The Man With Two Faces (1934)
- The Big Shakedown (1934) (também como história "Cut Rate")
- He Was Her Man (1934)
- Lady Tubbs (1935) (por confirmar)
- Three Kids and a Queen (1935) (não creditado)
- In Old Chicago (1937) (história "We the O'Learys")
- Off the Record (1939)
- Angels Wash Their Faces (1939)
- The Westerner (1940)
- Belle Starr (1941) (história "Belle Starr")
- The Postman Always Rings Twice (1946)
- Till the End of Time (1946) (romance They Dream of Home)
- Duel in the Sun (1946) (sugerido pelo romance Duel in the Sun)
- Pursued (1947)
- Moss Rose (1947)
- The Capture (1950) (também não creditado)
- The Furies (1950) (romance)
- Distant Drums (1951) (também a história "Distant Drums")
- The Man from the Alamo (1953) (história "The Man from the Alamo")
- The Moonlighter (1953) (também história)
- The Treasure of Pancho Villa (1955)
- Gigi (1958) (não creditado)
- The Wild Cat (1962) (romance não creditado Duel in the Sun)